# Creighton Abrams
Creighton Williams Abrams Jr (Springfield, 15 settembre 1914 – Washington, 4 settembre 1974) è stato un generale statunitense.
Dopo aver combattuto valorosamente alla testa di formazioni corazzate durante la seconda guerra mondiale ed essere salito alla notorietà nazionale come il comandante americano di unità meccanizzate più esperto e capace, succedette al generale William Westmoreland al comando supremo delle forze statunitensi impegnate nella guerra del Vietnam dal 1968 al 1972, anni in cui gli americani cominciarono il disimpegno e la cosiddetta vietnamizzazione del conflitto, operazioni condotte da Abrams, nonostante le enormi difficoltà, con efficacia, con notevole abilità ed anche con un certo successo.
Dal 1972 fino a poco prima della sua morte avvenuta prematuramente nel 1974 a causa di una grave e breve malattia, servì con distinzione come Capo di Stato Maggiore dell'Esercito degli Stati Uniti. In suo onore l'esercito ha dato al carro armato XM1 il nome di M1 Abrams.

## Biografia

### Carriera nelle truppe corazzate
Di origini non agiate, il padre era stato agricoltore e meccanico nelle ferrovie, Creighton Abrams, nativo dello stato del Massachusetts, frequentò la prestigiosa Accademia di West Point, diplomandosi nel 1936, e servendo per il suo primo incarico da tenente, nella 1ª Divisione di cavalleria (1936-1940).

Profondamento interessato ai problemi e alle prospettive connesse con l'introduzione dei mezzi meccanizzati negli eserciti moderni, Abrams entrò a far parte ben presto delle nuove forze corazzate dell'Esercito americano, allora in tumultuoso e frenetico sviluppo, alla luce delle micidiali dimostrazioni di forza delle Panzerdivisionen tedesche nella guerra in Europa; nel 1940, venne quindi assegnato, come comandante di una compagnia corazzata, alla nuova 1ª Divisione corazzata americana (1st Armored Division), dove per la prima volta sperimentò e studiò le particolari difficoltà della nuova guerra con i carri armati e i mezzi meccanizzati.

Il simbolo divisionale della 4ª Divisione corazzata statunitense.

Alla vigilia dell'entrata degli Stati Uniti nella seconda guerra mondiale, Abrams, ora capitano, venne assegnato come aiutante reggimentale, alla nuova 4ª Divisione corazzata (una delle nuove unità meccanizzate in rapida costituzione sul continente nordamericano, secondo i piani di espansione previsti dal Capo di Stato maggiore generale George Marshall); incarico che mantenne fino al giugno 1942  per poi passare, dopo la promozione nel febbraio 1942 al grado di maggiore, al comando di un battaglione di carri armati della stessa divisione.
Nel marzo 1943, mentre la 4ª Divisione corazzata continuava la sua organizzazione e il suo addestramento negli Stati Uniti, il maggiore Abrams divenne ufficiale esecutivo nel 37º reggimento corazzato, mentre nel settembre 1943 ritornò ad un comando operativo assumendo la guida del nuovo 37º battaglione corazzato sempre della 4ª Divisione corazzata; reparto con cui sarebbe giunto in Gran Bretagna, insieme al resto della divisione, nel gennaio 1944, nel quadro del rafforzamento del contingente americano destinato alla Operazione Overlord.
Con questo battaglione di carri armati il tenente colonnello Abrams (promozione ottenuta nel settembre 1943) avrebbe combattuto per la maggior parte della campagna in Europa Nord-Occidentale del 1944-45, conducendolo ad una quasi ininterrotta serie di vittorie e trasformandolo nel reparto corazzato forse più efficiente e combattivo dell'Esercito americano.

### Marcia in Europa Occidentale con un carro armato
La 4ª Divisione corazzata entrò in campo sul fronte di Normandia, inquadrata nella 3ª Armata del generale George Smith Patton, nell'agosto 1944, dopo il decisivo sfondamento di Avranches; le unità corazzate americane, tra cui il 37º Battaglione corazzato del tenente colonnello Abrams condussero una rapidissima manovra in profondità dilagando facilmente sia verso la Bretagna sia soprattutto a sud-est verso la Senna e Parigi. La 4ª Divisione corazzata partecipò brillantemente a questa avanzata e Abrams si dimostrò comandante efficiente e preparato.
Dopo oltre un mese di ininterrotta avanzata, il 37º Battaglione (dotato di carri armati medi M4 Sherman e carri leggeri M5) di Abrams, proseguì ancora verso est, superando sia la Mosa che la Mosella; nella regione lorenese le forze americane incapparono in una forte resistenza tedesca e anche in tentativi di contrattacco; dal 19 settembre 1944, la 4ª Divisione corazzata fu impegnata nei grandi scontri di carri armati della Battaglia di Arracourt. Fu una delle battaglie di carri più grande e combattuta della campagna in Europa occidentale del 1944-45. In questi scontri Abrams guidò in modo magistrale i suoi carri armati, infliggendo una pesante e inattesa sconfitta ai panzer tedeschi apparentemente più numerosi e potenti.

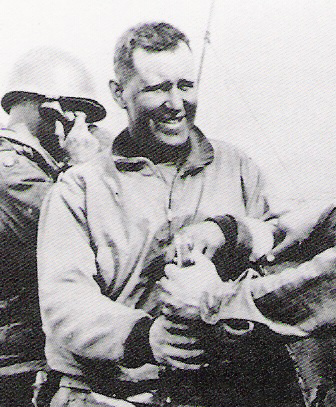
Il tenente colonnello Creighton Abrams a colloquio con i suoi comandanti durante la campagna di Lorena.

Durante queste battaglie Abrams impiegò abili tattiche basate sulla manovra, sulla velocità, sulla sorpresa e sulla ricerca dei fianchi e delle retrovie avversarie, in modo da sfruttare le caratteristiche dei suoi carri armati (meno potenti ma più agili e affidabili dei mezzi tedeschi). I suoi equipaggi, molto ben addestrati,  si dimostrarono superiori e respinsero i contrattacchi tedeschi; lo stesso Abrams guidò come sempre i suoi uomini sul suo famoso carro armato personale denominato Thunderbolt.

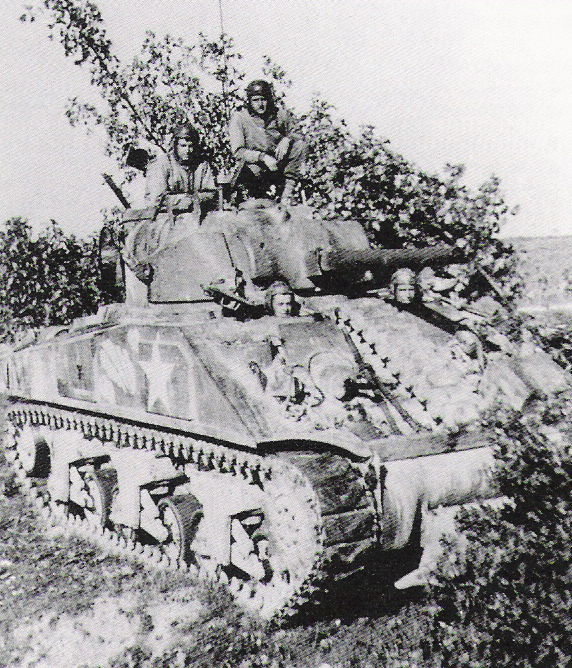
Il tenente colonnello Abrams, a destra in cima alla torretta del suo carro armato personale Thunderbolt, durante una pausa dei combattimenti in Lorena del settembre 1944.

L'altro momento culminante della campagna di guerra in Europa di Abrams e dei suoi uomini del 37º Battaglione corazzato giunse durante la pericolosa offensiva delle Ardenne sferrata dalle redivive forze corazzate tedesche nel dicembre 1944; dopo un momento di smarrimento iniziale i comandi alleati passarono presto al contrattacco grazie anche alla tempestiva manovra della 3ª Armata del generale Patton, in cui era sempre inquadrata la 4ª Divisione corazzata.
Furono proprio le forze corazzate del 4ª Divisione corazzata che ebbero l'incarico decisivo di puntare da sud su Bastogne per sbloccare le truppe paracadutiste della 101ª Divisione aviotrasportata, accerchiate dentro quell'importante nodo stradale; il tenente colonnello Abrams guidò i suoi carri in una vertiginosa "corsa" sulla neve verso Bastogne.. Con una nuova dimostrazione di slancio offensivo, audacia e energia i carri armati del 37º Battaglione, guidati da Abrams, portarono a termine con successo la missione il 26 dicembre 1944, ricongiungendosi con le truppe aviotrasportate accerchiate che avevano saldamente tenuto le loro posizioni.
Fino al marzo 1945, Abrams continuò a guidare il suo battaglione corazzato nelle successive offensive alleate per sfondare la Linea Sigfrido e per raggiungere il Reno; per i suoi meriti e i risultati raggiunti, l'ufficiale venne quindi promosso al comando del Combat Command B sempre della 4ª Divisione corazzata con cui avrebbe concluso la guerra spingendosi, insieme alle altre forze della 3ª Armata di Patton, in profondità in Germania e Cecoslovacchia.
Alla fine della seconda guerra mondiale, il tenente colonnello Abrams, premiato due volte con la Distinguished Service Cross (il 26 settembre e il 26 dicembre 1944), aveva ormai acquisito grande prestigio e fama all'interno dell'Esercito americano; lo stesso Patton rese merito alle sue qualità di eccellente comandante di carri armati; la rivista Life gli dedicò una biografia ampiamente elogiativa (Colonel Abe). 

Anche tra le truppe Abrams godeva di grande considerazione; noto per la integrità morale, la semplicità, la modestia, la cura dedicata al benessere dei suoi uomini, oltre che per le sue qualità di coraggio, intelligenza e vigore come comandante di unità corazzate in combattimento.

### Il dopoguerra
Dopo i successi e i riconoscimenti durante la seconda guerra mondiale, la brillante carriera di Creighton Abrams proseguì nei primi anni del dopoguerra all'interno dello Stato Maggiore generale; tra i massimi esperti di guerra meccanizzata, divenne capo del Dipartimento di tattiche della Scuola delle Truppe Corazzate di Fort Knox (1946-1948) e frequentò anche la famosa Scuola di Stato Maggiore di Fort Leavenworth (1949).
Al termine di questi periodi di servizio, Abrams tornò al comando di reparti operativi, prima in Europa dal 1949 al 1951 come comandante del 63º Battaglione corazzato della 1ª Divisione di fanteria, e quindi, dopo la promozione a colonnello, dal 1951 al 1952 come comandante del 2º Reggimento di cavalleria corazzata.
Impegnato in Europa, Abrams servì in Corea solo nel 1953 con incarichi di stato maggiore, e quindi non prese parte alle principali battaglie di quella guerra. Dopo la fine del conflitto e un breve ritorno alla Scuola Truppe corazzate di Fort Knox, Abrams venne promosso brigadiere generale nel 1956, e nel 1959 tornò di nuovo in Europa per prendere il comando della 3ª Divisione corazzata, una delle unità di punta più potenti dell'Esercito americano (1959-1962). In questo periodo venne la promozione a maggior generale, il generale comparve anche sulla copertina della rivista Time e indicato come modello di generale americano moderno.
Stimatissimo per la sua rettitudine e la grande preparazione nella guerra moderna meccanizzata, il generale Abrams ritornò nel 1962 al Pentagono con l'importante incarico di vicecapo Ufficio Operazioni dello Stato Maggiore generale, posizione che tenne fino al 1963 quando, promosso ancora a tenente generale prese il comando del V Corpo d'armata in Europa.
Nel 1964 Creighton Abrams ottenne la prestigiosa quarta stella e quindi il grado di generale d'armata, assumendo subito dopo l'incarico di vice-Capo di Stato Maggiore dell'Esercito americano (si parlò di lui anche come serio candidato alla carica di Capo di Stato Maggiore generale); ormai il generale era all'apice della sua illustre carriera costellata da una serie di vittorie sul campo, da continue promozioni e da elevati livelli di preparazione avanzata, nel comando e nella condotta operativa sul campo di battaglia.

### In Vietnam: al comando del MACV

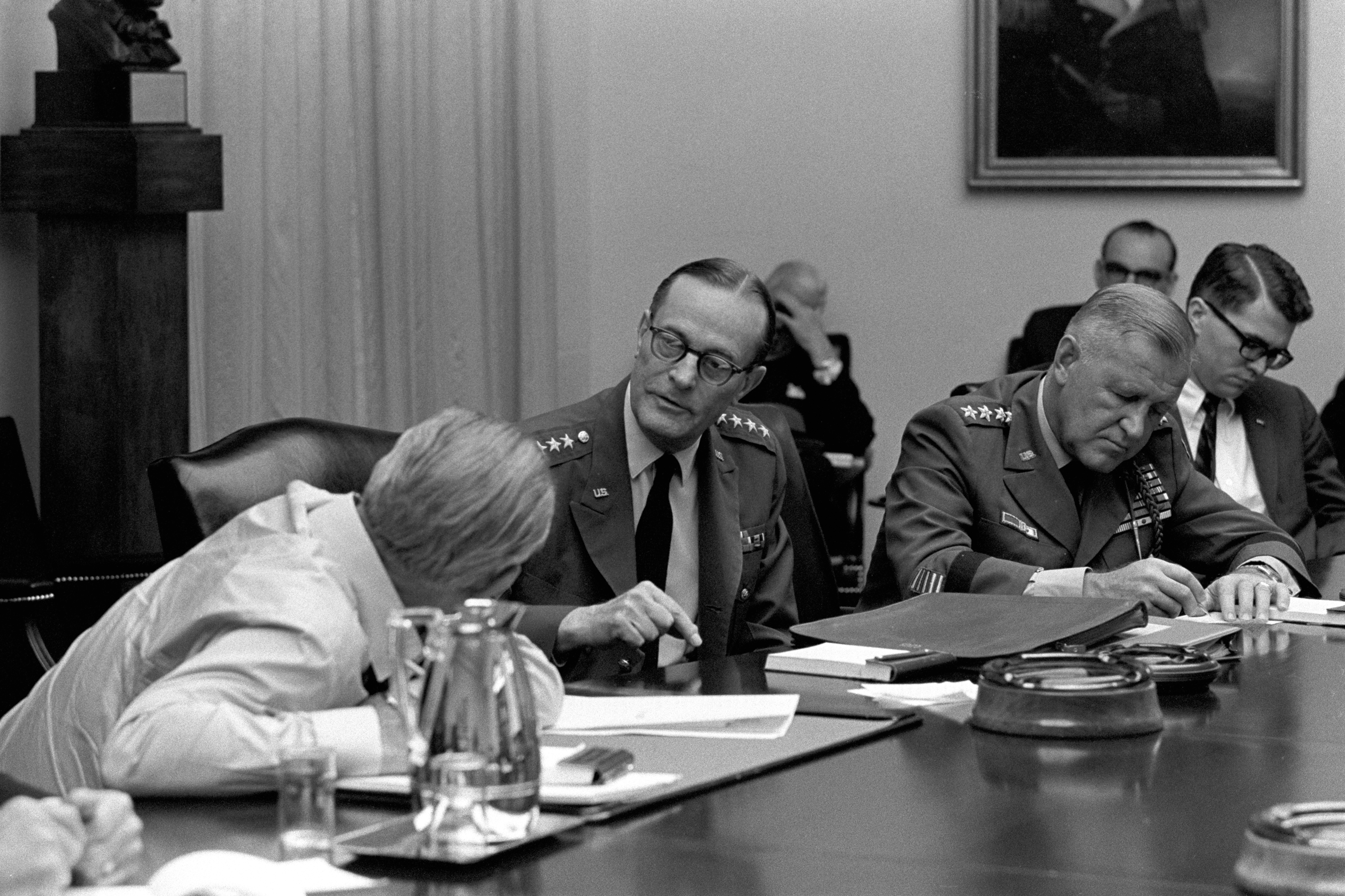
Primavera 1968: Creighton Abrams (a destra nella foto), in procinto di assumere il comando supremo del MACV, prende appunti durante una riunione al vertice a Washington. A sinistra di spalle il presidente Lyndon Johnson, al centro, il generale Earle Wheeler, capo degli Stati Maggiori Riuniti.

Il momento culminante, più complesso e difficile della carriera di Creighton Abrams giunse nella primavera del 1967, quando venne inviato in Vietnam come vice-comandante del MACV a fianco del generale Westmoreland; la situazione sul campo, al di fuori dell'ottimismo di facciata sbandierato dagli ufficiali e dai politici americani si presentava problematica e Abrams giunse in Indocina proprio nella fase di più intensa e sanguinosa Escalation.
Nei primi mesi del suo incarico Abrams supportò pienamente la strategia offensiva condotta da due anni dal generale Westmoreland, mentre la sua prima importante assunzione di responsabilità sul campo venne solo nel gennaio 1968 quando, durante l'assedio di Khe Sanh, il comandante in capo americano, preoccupato dalla situazione e continuamente sollecitato dal presidente Johnson, costituì un Comando avanzato del MACV nelle regioni settentrionali del Vietnam del Sud  per coordinare con più efficacia le operazioni.
Abrams assunse, il 9 febbraio 1968, la guida di questo MACV - Forward Command Post, e per alcuni mesi controllò la battaglia (coronata dal successo finale) nel lungo assedio, mentre nel febbraio-marzo 1968 dovette anche guidare il contrasto, nelle regioni settentrionali, della improvvisa Offensiva del Têt sferrata dalle forze vietcong e nordvietnamite. Le operazioni, coordinate da Abrams, terminarono, dopo scontri sanguinosi soprattutto nell'antica capitale di Huế, con un risultato favorevole alle forze americane, il generale mantenne la sua reputazione e venne quindi designato come successore di Westmoreland di cui era già stato previsto l'avvicendamento, dopo quattro anni di duro impegno, ma anche molto criticato per il suo eccesso di ottimismo e per la sua sottovalutazione delle forze nemiche.
Creighton Abrams divenne quindi Comandante in Capo del MACV nel giugno 1968, nel periodo più critico della guerra del Vietnam; le perdite americane stavano salendo in modo inquietante, i risultati sul campo apparivano insoddisfacenti, non vi erano segni di indebolimento del nemico. Inoltre l'amministrazione Johnson, dopo lo shock del Tet, aveva profondamente ripensato la sua strategia complessiva, interrompendo l'afflusso di nuove forze, sospendendo i bombardamenti sul Vietnam del Nord, facendo i primi passi per una de-escalation della guerra e per colloqui di pace con il nemico comunista.
Peraltro, nei primi mesi dopo l'assunzione del comando supremo del MACV, la strategia adottata da Abrams non variò in modo significativo dai vecchi metodi di Westmoreland; le forze americane continuarono le costose e inefficaci operazioni di "individuazione e distruzione", con obiettivi più limitati ma continuando a subire perdite elevate; in mancanza di ulteriori grandi rinforzi (esclusi dal presidente Johnson) Abrams si concentrò soprattutto sulla salvaguardia della regione di Saigon e sul blocco delle rotte di infiltrazione nemiche attraverso le regioni montuose centrali. Fino alla assunzione della presidenza da Richard Nixon, le forze americane guidate da Abrams (il cui numero raggiunse i 543.000 uomini nella primavera 1969, il più elevato di tutta la guerra) mantennero la vecchia strategia di "pressione massima" sul nemico, ma con risultati ancor più insoddisfacenti.
Fu solo nel febbraio 1969 che Abrams, sollecitato dal nuovo presidente e dal nuovo Segretario alla Difesa Melvin Laird, elaborò e presentò un proprio piano organico sulla condotta delle operazioni, profondamente differente dagli aggressivi e brutali progetti di Westmoreland che ipotizzavano un progressivo logoramento e un crollo politico-morale del nemico. Il progetto di Abrams (cosiddetto piano "Una guerra") si inseriva nel programma complessivo dell'amministrazione Nixon di Vietnamizzazione del conflitto.

### Vietnamizzazione
Il progetto elaborato da Abrams si fondava su un realistico apprezzamento della situazione, delle esigenze di politica interna e internazionale e delle decrescenti risorse disponibili. In mancanza di ulteriori rafforzamenti del suo contingente, della scelta dell'amministrazione Nixon di rafforzare l'apparato politico-militare sudvietnamita e di limitare le perdite umane americane, il generale Abrams dovette necessariamente ridimensionare le operazioni sul campo, sospendendo le grandi manovre di Search and Destroy, rivitalizzare i piani di pacificazione, riforma agraria e economica nei villaggi contadini; sviluppare al massimo il cosiddetto progetto Phoenix basato su un accurato lavoro di intelligence e diretto (con l'utilizzo di iniziative militari segrete e mirate) alla individuazione e alla sistematica eliminazione dei simpatizzanti vietcong e di elementi infidi o comunisti presenti nei villaggi delle campagne sudvietnamite.
Peraltro sembra che Abrams avrebbe probabilmente preferito continuare grandiose manovre offensive, come iniziò a fare nella primavera 1969, incappando in alcune dolorose disavventure come la battaglia di Hamburger Hill, e inoltre il generale non era alieno a pianificare e a sottoporre ai suoi superiori discutibili progetti segreti per il bombardamento del Laos e della Cambogia (Operazione Menu), senza molto riguardo per i problemi internazionali o umanitari.
Dopo le gravi perdite della primavera 1969 (offensiva delle forze comuniste del cosiddetto "benvenuto a Nixon", ossia la seconda offensiva del Têt), il generale Abrams venne quindi bruscamente sollecitato dal Ministro Laird e dal presidente Nixon (incontro a Guam del luglio 1969) a ridurre l'intensità degli scontri ed a iniziare una pianificazione dettagliata per il progressivo ritiro delle forze combattenti americane da accompagnare ad un enorme potenziamento dell'esercito sudvietnamita; piuttosto scoraggiato, Abrams dovette quindi passare ad un disposizione più difensiva delle sue truppe, adottare un metodo di cosiddetta "risposta protettiva" alle offese nemiche, e presentare, nonostante le sue preoccupazioni e perplessità sulla capacità di resistenza dell'esercito sudvietnamita da solo, un progetto di ritiro totale delle truppe americane scaglionato su quattro anni e 14 fasi successive da completare nel novembre 1972.
A partire dall'estate 1969 ebbe quindi inizio, con un primo contingente di 25 000 uomini, il ritiro delle forze americane dal Vietnam; Abrams dovette assoggettarsi alla volontà politica e quindi perseguì con una certa efficienza i progetti di pacificazione e di rafforzamento del potenziale bellico dell'Esercito sudvietnamita. Già nel 1970, tuttavia, venne coinvolto nella nuova iniziativa offensiva in Cambogia. Abrams sollecitò l'operazione, prospettando risultati potenzialmente decisivi, si dimostrò favorevole ai bombardamenti segreti e pressò per spingere a fondo l'incursione.

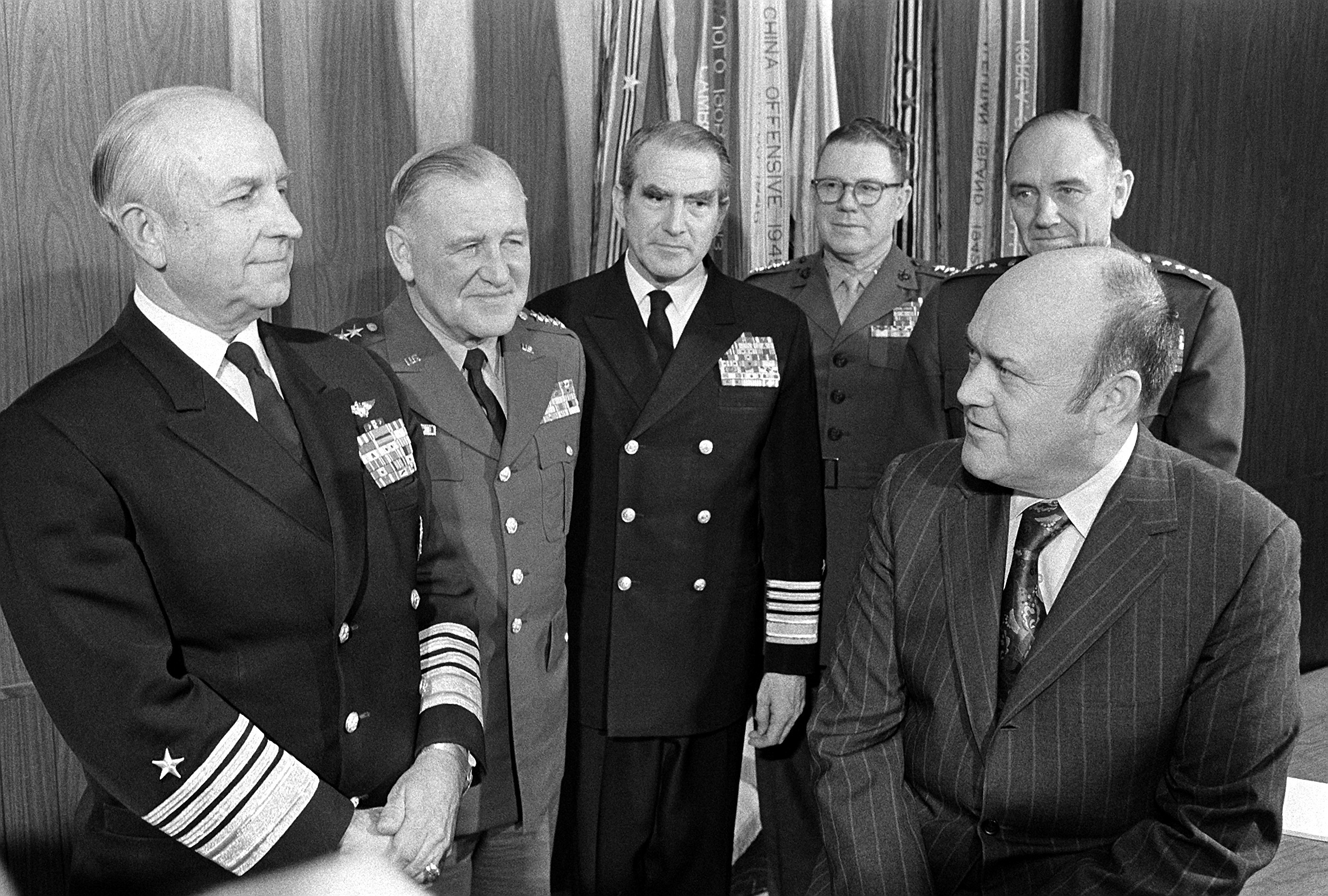
Il generale Abrams, secondo da sinistra, a colloquio con il Ministro della Difesa Melvin Laird. Alla destra di Abrams, l'ammiraglio Thomas Moorer; alla sinistra, l'ammiraglio Zumwalt e i generali Cushman (del Corpo dei Marines) e Ryan (dell'USAF).

Nel maggio 1970 ebbe quindi inizio la controversa incursione in Cambogia: si trattò di un nuovo successo tattico accompagnato da un fallimento politico-strategico: esplosero furiose polemiche in Patria, Nixon fu messo in difficoltà, lo stesso Abrams dovette presto interrompere le sue velletarie offensive e incrementare invece i ritiri di truppe americane. In questa fase il generale dovette, inoltre, fronteggiare un grave scadimento del morale e della disciplina tra le sue truppe, ormai disilluse e non più motivate a proseguire una guerra ormai evidentemente impossibile da vincere.
Nei due anni seguenti, nonostante continue difficoltà e alcuni dolorosi insuccessi (sconfitte delle Basi di fuoco Ripcord e Mary Ann), Abrams proseguì il progressivo ritiro delle forze americane; potenziò con qualche risultato la politica di pacificazione nei villaggi (facilitata anche dai successi del controverso progetto Phoenix), sviluppò piani per il rafforzamento dell'esercito sudvietnamita. Il ritiro americano prosegui con ordine e metodo e la sicurezza nelle campagne vietnamite migliorò; tuttavia le insufficienti capacità dell'esercito sudvietnamita da solo vennero impietosamente rivelate dal disastro della incursione nel Laos (Operazione "Lam Son 719"), ottimisticamente proposta da Abrams.
Nella primavera 1972 Abrams aveva ormai ridotto le forze americane da 540 000 a meno di 50 000, apparentemente senza pregiudicare la resistenza dello stato sudvietnamita; il fallimento della Offensiva di Pasqua, sferrata dall'esercito nordvietnamita, sembrò confermare la riuscita dei piani di Vietnamizzazione. Nella realtà il ritiro dello scudo rappresentato dalle forze terrestri ed aeree americane, troppo affrettato secondo Abrams, avrebbe inevitabilmente condotto alla catastrofe il regime filo-americano.
Non mancarono, in questa fase, critiche da parte della dirigenza politica a Washington all'operato di Abrams (considerato a volte troppo ottimista, in altre occasioni quasi rassegnato e non sufficientemente cosciente delle implicazioni globali geostrategiche delle operazioni sul campo) sia durante l'offensiva in Laos sia durante l'Offensiva nordvietnamita di Pasqua.
Nonostante queste difficoltà, Abrams cedette finalmente il comando del MACV nel giugno 1972 al generale Frederick Weyand, e fece ritorno in Patria con il suo prestigio ancora intatto ma amareggiato dai contrasti politici tra le autorità e dalle polemiche tra l'opinione pubblica negli Stati Uniti.

### Gli ultimi anni
Nel giugno 1972 il generale Abrams divenne finalmente Capo di Stato Maggiore dell'Esercito degli Stati Uniti, dopo alcune polemiche al Congresso legate alle controversie sulla sua condotta durante l'incursione in Cambogia. Durante questo suo ultimo comando Abrams iniziò la transizione al nuovo esercito di volontari e perseguì tenacemente gli indispensabili progetti di riforma conseguenti ai fallimenti e alla disgregazione palesate dalle forze americane nelle fasi finali della guerra in Vietnam.
Affetto da un tumore al polmone, Creighton Abrams sarebbe morto prematuramente, mentre era ancora nell'esercizio della sua funzione, per complicazioni sopravvenute durante un delicato intervento chirurgico il 4 settembre 1974.
Creighton Abrams mantenne, e mantiene ancor oggi, grande prestigio all'interno delle forze armate americane: apprezzato dalle truppe, modesto, schivo, semplice e alieno da atteggiamenti roboanti; ma tenace, energico e preparato, viene considerato in primo luogo uno dei migliori comandanti di unità minori meccanizzate emersi dalla seconda guerra mondiale (alla pari con ufficiali come Joachim Peiper o Ivan Jakubovskij).
Fu anche un capace ufficiale generale, dotato di perspicacia e di indubbie qualità morali e intellettuali. Secondo alcuni autori (tra cui l'esperto britannico di controguerriglia sir Robert Thompson) i suoi piani per la vietnamizzazione (se supportati politicamente) avrebbero potuto condurre gli Stati Uniti ad una vittoria politica se non militare. Secondo altri autori, peraltro, anche Abrams mostrò eccessi bellicistici, iperottimismo alternato con fasi di frustrazione, e scarsa comprensione delle qualità del nemico e delle implicazioni politico-morali di una guerra insurrezionale condotta nel Sud-Est asiatico.